# مسابقات جهانی ترامپولین ۲۰۰۳
مسابقات جهانی ترامپولین ۲۰۰۳ بیست و سومین دوره مسابقات جهانی ترامپولین است که در هانوفر، آلمان از ۱۷ تا ۱۹ اکتبر ۲۰۰۳ میلادی برگزار شده است.

## جدول مدال‌ها
| رتبه | کشور                | طلا | نقره | برنز | مجموع |
| ۱    | روسیه               | ۴   | ۴    | ۳    | ۰     |
| ۲    | کانادا              | ۳   | ۱    | ۱    | ۰     |
| ۳    | آلمان               | ۲   | ۱    | ۵    | ۰     |
| ۴    | بریتانیا            | ۲   | ۰    | ۰    | ۰     |
| ۴    | بلاروس              | ۲   | ۰    | ۰    | ۰     |
| ۵    | اوکراین             | ۱   | ۲    | ۲    | ۰     |
| ۶    | ایالات متحده آمریکا | ۰   | ۲    | ۱    | ۰     |
| ۷    | چین                 | ۰   | ‍‍۲    | ۰    | ۰     |
| ۸    | بلغارستان           | ۰   | ۱    | ۰    | ۰     |
| ۹    | فرانسه              | ۰   | ۰    | ۳    | ۰     |